# Giacomo Perini
Giacomo Perini (Roma, 16 maggio 1996) è un canottiere italiano, della squadra paralimpica del Circolo Canottieri Aniene. Ha vinto l’oro nel singolo PR1 maschile ai Campionati Europei Assoluti di Bled 2023 confermando il titolo vinto lo scorso anno a Monaco distaccando di 5″11 il campione paralimpico Roman Polianskyi e abbassando di 13 centesimi anche il record mondiale che già gli apparteneva (da 8.55.21, fissato lo scorso anno in Coppa del Mondo a Poznan, portandolo a 8.55.08). Ha vinto la medaglia d'oro ai Campionati europei di canottaggio 2022 vincendo il singolo PR1 maschile chiudendo con il tempo di 9’38”48. Sempre nella stagione 2022 ha conquistato la medaglia d'argento ai Campionati del mondo di canottaggio di Racice  Giacomo Perini all'età di 18 anni, all’ultimo anno del liceo scientifico e  con una grande passione per l’equitazione, a seguito di una caduta ha riportato la frattura del femore. Ricoverato all'Ospedale Rizzoli di Bologna ha scoperto di essere affetto da un osteosarcoma alla gamba destra. Dopo le cure con diversi cicli di chemioterapia a causa di nuove recidive ha dovuto amputare la gamba. 
Superato l’intervento è tornato allo sport non più con l’equitazione, ma con il canottaggio, entrando nel 2017 nella Nazionale paralimpica italiana e nel dicembre 2019 è stato insignito del titolo di Cavaliere dell’Ordine al Merito della Repubblica Italiana. Ha scritto un libro in cui ha raccontato la storia della malattia e la sua rinascita grazie al canottaggio..

## Palmarès
- Campionati del mondo di canottaggio

2022 - Račice: argento singolo PR1.
2023 - Belgrado: argento singolo PR1.
- Campionati europei di canottaggio

2022 - Monaco: oro singolo PR1.
2023 - Bled: oro singolo PR1.
2024 - Seghedino: argento singolo PR1.